# Trachyderes cingulatus
Trachyderes cingulatus är en skalbaggsart som beskrevs av Johann Christoph Friedrich Klug 1825. Trachyderes cingulatus ingår i släktet Trachyderes och familjen långhorningar. Inga underarter finns listade i Catalogue of Life.